# Atrij
Atrij je v arhitekturi velik odprt prostor, ki se nahaja v stavbi. Atrij ali cavaedium je bil pogost pojav v rimski hiši in zagotavlja svetlobo in prezračevanje notranjosti. Sodobni atriji, kot so se razvili v poznem 19. in 20. stoletju, so pogosto primeri visokih trgovskih kompleksov, ki imajo stekleno streho in / ali velika okna in se v glavnem nahajajo takoj onkraj glavnih vhodnih vratih (v preddverju). 
Atriji so priljubljena značilnost oblikovanja prostora, saj dajejo zgradbi občutek prostornosti in svetlobe. Požarno varstvo je pomemben vidik sodobnega oblikovanja atrija zaradi kritik, da bi lahko slabo zasnovan atrij omogočal hitro širitev požara na objekt.

## Starodavni atriji
Že najstarejše kulture kot so mezopotamska, egipčanska in etruščanska so poznale tip hiše, zgrajen okoli notranjega dvorišča.
Latinska beseda atrij pomeni odprto centralno dvorišče, iz katerega se vstopa/izstopa v zaprte prostore hiše, pri tipu velike antične rimske hiše, znane kot domus. Impluvium je plitev v tla poglobljen bazen za zajem deževnice, ki se je stekala iz strehe, ki je bila obrnjena navznoter. Nekateri ohranjeni primeri so zelo lepo dekorirani. Odprtina v stropu nad bazenom je bila narejena s pomočjo podpor v strehi. Ta podrobnost loči več različnih stilov atrijev. Vitruvij obravnava tri vrste: toskanski (brez stebrov), tetrastilni (s štirimi stebri) in korintski (z več stebri), ki podpirajo streho. Kot osrednji del hiše je bil atrij najbolj bogato opremljen prostor. Vseboval je tudi malo kapelo z duhovi prednikov (lararium), varuhov ognjišča, včasih pa doprsni kip gospodarja hiše. 
Izraz atrij je bil uporabljen tudi za različne prostore v javnih in verskih objektih, predvsem razne oblike arkadnih dvorišč (kasneje križni hodnik), večje različice domačih prostorov. Bizantinske cerkve so se pogosto začele s takšnim prostorom (mošeje, čeprav se izraz običajno ne uporablja za islamsko arhitekturo).

## Renesansa in barok
Gradnja notranjega dvorišča je bila značilnost tudi renesančnih palač, ki so se zgledovale po rimskih, le da so bile bolj utrjene. Okoli notranjega dvorišča so se razvile arkade, celo v več nadstropjih. Iz teh hodnikov se je vstopalo v notranjost zgradbe. V teh palačah so bili reprezentančni prostori v prvem nadstropju, dostopni po stopnišču iz atrija.
Tak tip se je prenesel tudi v barok, le da je bil tedaj atrij manj pomemben oziroma si ga deli več stanovanj ali ljudi. Zanimiv primer je Mestna hiša v Ljubljani, ki je nastala z združitvijo dveh stanovanjskih hiš. V notranjosti so nastali trije atriji. Eden je še posebej imeniten z arkadami in z sgraffito okrašeno fasado.

## 19. stoletje: zastekljen atrij
19. stoletje je prineslo industrijsko revolucijo z velikim napredkom tehnike na področju obdelave železa in stekla. Dvorišča oziroma atrije so množično zastekljevali in s tem odpravili nekatere vremenske vplive. Rodil se je moderen atrij.
- Victoria Hall v mestni hiši v Halifax, 1863
- Atrijska streha v mestni hiši v Halifax, 1863
- Atrij v centru stavbe Bradbury, 1893, Los Angeles

## Moderen atrij
Eden od glavnih javnih prostorov v Federation Square, Melbourne, Avstralija se imenuje Atrium in je ulica kot prostor, 5 nadstropij visoka zastekljena stena in streha. Struktura in zasteklitev sledita vzorcu sistema fraktalov in se uporablja za razporejanje plošč na ostalih delih fasad na Federation Square.
Od leta 2007 ima najvišji atrij Burj Al Arab v Dubaju. Burj Al Arab je bil zgrajen, da bi očaral in ikoniziral urbani razvoj v mestu Dubaj.
Luxor Hotel v Las Vegasu, Nevada, ima največji atrij na svetu (po prostornini) z 820.000 m³.
Tudi sodobna arhitektura pri stanovanjskih hišah uporablja tip atrijske hiše.

## Primeri
- Pogled v notranjost 32-nadstropnega atrija v Šanghaj Grand Hyatt, del stavbe Jin Mao
- Atrij gledališča David H. Koch (New York State Theater) v Lincolnovem centru
- 4-nadstropni atrij Gould Hall, College of Architecture and Urban Planning, University of Washington
- Atrij kompleksa Desjardins, Montreal
- Atrij  Kurayoshi Park Square v Kurajoši, Japonska